# Cesare Bressa
Cesare Alessandro Bressa (Langosco, 14 agosto 1785 – Mortara, 26 ottobre 1836) è stato un fisico e medico italiano.
Rimasto orfano di padre in giovane età, si trasferì con la madre a Mortara, dove frequentò le scuole locali distinguendosi per le sue capacità intellettuali. Proseguì gli studi all’Università di Pavia, dove si laureò in chirurgia nel 1806 e in medicina nel 1808. Durante gli anni universitari, fu allievo di grandi maestri come Antonio Scarpa, celebre anatomista, e Pietro Configliachi, docente di fisica. Già nel 1808, si fece notare pubblicando una memoria scientifica sulla tromba di Eustachio.
Dopo la laurea, lavorò come chirurgo maggiore nell’esercito di Vittorio Emanuele I, ma l’ambiente provinciale gli andava stretto. La morte della madre lo spinse a prendere una decisione radicale: nel maggio del 1817 partì per gli Stati Uniti, sbarcando a Philadelphia dopo un viaggio di sessanta giorni.

## L’esperienza americana
Philadelphia, all’epoca una città vivace e moderna, colpì profondamente Bressa. Vi trovò un ambiente culturalmente avanzato, con biblioteche accessibili a tutti e una grande tolleranza religiosa. Tuttavia, il medico italiano si scontrò con alcune difficoltà, tra cui il clima rigido e la barriera linguistica. Per migliorare il suo inglese, prese lezioni private, ma ben presto comprese che il sud degli Stati Uniti gli avrebbe offerto migliori opportunità.
Nell’ottobre del 1817, si trasferì a New Orleans, un ambiente più adatto a lui sia per il clima più mite sia per la presenza di una comunità francofona. Il 17 gennaio 1818 superò gli esami pubblici di abilitazione alla professione medica nello stato della Louisiana e iniziò a esercitare con successo. Qui, per dodici anni, si dedicò alla professione medica e alla ricerca scientifica.

## La scoperta della “dissoluzione scorbutica”
Durante la sua pratica medica in Louisiana, Bressa osservò una misteriosa malattia che colpiva soprattutto gli schiavi afroamericani impiegati nelle piantagioni. Denominata da lui “dissoluzione scorbutica”, questa patologia si manifestava con sintomi come apatia, debolezza muscolare, gengive pallide, disturbi intestinali e un comportamento insolito: il desiderio di mangiare la terra (geofagia).
Bressa ipotizzò che la malattia fosse dovuta a carenze nutrizionali e alle terribili condizioni di vita degli schiavi, che lavoravano in ambienti malsani e privi di adeguata alimentazione. La sua intuizione era corretta: studi successivi suggerirono che i pazienti da lui osservati soffrissero di beri-beri (carenza di vitamina B1), scorbuto e pellagra, tutte malattie legate alla malnutrizione. Il suo metodo di cura, basato su un’alimentazione più equilibrata e sul riposo, ottenne risultati notevoli e permise a molti schiavi di guarire.

## Il ritorno in Italia e il Premio Bressa
Nel 1829, a causa di una grave malattia, Bressa decise di tornare in Italia. Si stabilì nuovamente a Mortara, dove fece costruire un palazzo e si dedicò alla creazione dell’ospedale cittadino di Sant’Ambrogio, di cui assunse la direzione. Tuttavia, la sua eredità più duratura è il Premio Bressa: destinò il suo patrimonio all’Accademia delle Scienze di Torino per istituire un premio scientifico biennale, alternato tra studiosi italiani e stranieri. Tra i vincitori più illustri vi furono Charles Darwin, Louis Pasteur ed Ernest Rutherford.
Il Premio Bressa, che all'epoca ammontava a 12mila Lire, rimase uno dei riconoscimenti più prestigiosi in ambito scientifico fino al 2006, quando venne assegnato per l’ultima volta al genetista Luigi Luca Cavalli-Sforza. Nel 2006 la somma del premio ammontava a 12mila Euro.
Nonostante il contributo significativo di Bressa alla medicina e alla scienza, molte delle sue carte e dei suoi manoscritti furono distrutti o dispersi negli anni Ottanta del Novecento, privando la comunità scientifica di importanti documenti sulla medicina del XIX secolo. Tuttavia, il suo nome è rimasto legato al prestigioso Premio che ha contribuito a sostenere la ricerca scientifica internazionale.